# Contea di Sêrxü
La contea di Sêrxü (石渠县S) è una contea della Cina, situata nella provincia di Sichuan e amministrata dalla prefettura autonoma tibetana di Garzê.